# Sparkster: Rocket Knight Adventures 2
Sparkster: Rocket Knight Adventures 2 (スパークスター ロケットナイトアドベンチャーズ2 Supākusutā Roketto Naito Adobenchāzu 2?) es un videojuego de plataformas para la videoconsola Mega Drive que fue creado y publicado por Konami a lo largo del año 1994 en los tres diferentes mercados mundiales. El juego es una secuela del título Rocket Knight Adventures, también de Mega Drive. Hubo también otro juego con el mismo título, Sparkster, pero sin el subtítulo Rocket Knight Adventures que no continuaba el argumento del juego original y fue publicado para Super Nintendo. También se creó una continuación de la trama de este juego llamada Rocket Knight que fue desarrollada por Climax Studios para los servicios de descarga y publicada en mayo de 2010.

## Argumento
Después de que el reino de Zephyrus fuese rescatado por Sparkster de la amenaza del Imperio Devotindos, el reino se encuentra bajo ataque una vez más, esta vez por parte del Imperio Gedol, liderado por el rey Gedol. Para empeorar las cosas, ha enviado al rival de Sparkster, Axel Gear, a secuestrar a la princesa Cherry, prima de la princesa Sherry. Sparkster una vez más pasa a la acción  para salvar a Cherry y al reino de Zephyrus del rey Gedol y su ejército de lagartos.

## Jugabilidad
La jugabilidad de Sparkster es muy similar a la de su predecesor. El juego principalmente se desarrolla como un plataformas 2D de scroll lateral, con una fase de una aeronave con scroll automático como única excepción. El jugador puede saltar, atacar con la espada de Sparkster o usar su cinturón cohete para volar.
La diferencia principal en la jugabilidad es el cambio en el uso del cinturón cohete. En Rocket Knight Adventures, tenía que ser cargado manualmente, lo que llevaba un tiempo relativamente largo; su uso era principalmente estratégico y planeado, y el vuelo sostenido por lo general no era posible. En Sparkster, el cohete se carga rápido y de forma automática, permitiendo al jugador usarlo de modo más convencional y permaneciendo en el aire indefinidamente.
Hay un duelo con el archirrival de Sparkster, Axel Gear, como ya sucedía en el primer título.

## Gold Sparkster
La principal diferencia entre este juego y el resto de la serie es la inclusión de seis espadas secretas escondidas en los niveles (así como otra obtenida por pasarse el nivel prólogo). Un jugador que haya obtenido las siete espadas se enfrentará al jefe final como Gold Sparkster (Sparkster dorado), de un modo similar al Super Sonic de la serie Sonic the Hedgehog. Gold Sparkster tiene su ataque más potente que el Sparkster y su cinturón cohete se carga más rápido. Sin embargo, a diferencia de Super Sonic, todavía puede recibir daño.
Es necesario completar el juego como Gold Sparkster si se quiere ver el final verdadero. Si el juego es completado sin transformarse en Gold Sparkster, aparecerá un mensaje de "Try Again" (inténtalo de nuevo).